# Ассаи
Алексе́й Вале́рьевич Ко́сов (род. 21 октября 1983 года, Ленинград, РСФСР, СССР), более известный под псевдонимом Асса́и — российский рэпер, создатель «Ассаи Music Band».

## Биография

### Начало творческого пути
Начинал свою творческую деятельность в составе группы «Переходный возраст», тогда ещё под псевдонимом Грязный, вместе с Криплом и Стручем. Позже к ним присоединился Альф (позднее Masta Bass) из группы «Fuctory». Так образовалась группа «UmBriaco», вместе с которой Ассаи получил первую известность, первое уважение на хип-хоп форумах, исполнил первые заметные песни.

### В составе группы Krec
Следующим этапом творчества Ассаи стала группа Krec. Уже в её составе он поучаствовал в записи первого альбома от Смоки Мо «Кара-Тэ», а также продолжал работу над вторым альбомом группы Нет волшебства, совместно с Фьюзом и Маратом. После выхода пластинки, стиль Ассаи становится известным по всему СНГ, завоевав популярность не только у жанрового слушателя, но и у тех, кто просто мог и хотел слушать музыку и стихи.
Тем временем ведется активная работа над его сольной работой «Другие берега», который выходит в свет в 2005-м, через год после альбома всей группы.
В 2006 году появился третий альбом группы Krec — «По реке». Ассаи поучаствовал в двух третях альбома, и лёгкое настроение пластинки не отражало его взглядов на творчество в тот период.
Один из треков с альбома, «Нежность», исполненный Ассаи и Фьюзом, стал саундтреком к фильму «Питер FM».
К 2008 году, Ассаи все сильнее отдаляется от своей команды и набирает живой бенд, для дальнейшей совместной работы.
После некоторой паузы в творчестве, в этом же году, выходит второй сольный альбом Ассаи «Фаталист».
В 2009 году Ассаи официально заявил об уходе из группы Krec.

### Ассаи Music Band
Музыкант продолжил заниматься сольным творчеством, уже в составе «Ассаи Music Band». В 2010 году вышел их дебютный EP «Лифт», в поддержку которого проходил большой концертный тур «Осень 2010», охвативший города России, Украины и Белоруссии. Группа дала 50 концертов за 100 дней.
20 ноября 2010 года на официальном сайте «Ассаи Music Band» была опубликована информация о его роспуске. 18 декабря 2010 года состоялся последний концерт Ассаи в привычном составе.
В период с 2009 по 2012 год Ассаи дал 211 концертов, выпустил два EP и альбом «Ом», после чего распустил музыкантов и ушёл в эксперименты с синтетическим трип-хопом при содействии саунд-продюсера Михаила Тебенькова.
В декабре 2012 года в официальной группе Вконтакте Ассаи появилась новость о том, что презентация следующего альбома произойдет весной следующего года. Также стало известно название — «Задеть за мёртвое».
31 декабря 2013 года была опубликована информация о конце существования Ассаи Music Band.
8 мая 2015 года в официальной группе Вконтакте появилась информация о том, что группа воссоединяется и проведет несколько концертов по городам СНГ.
29 декабря 2015 года Ассаи выпустил первую песню после долгого перерыва — «Ищу тебя».
Концерты октября 2017 года закрыли внутренний цикл артиста как Ассаи.
22 декабря 2017 года Алексей Косов, Роман Березин и Михаил Нестеров анонсировали EP альбом «Теперь ты слышишь. Меркурий». Позже их пути разошлись.
Ассаи отказался комментировать изданию The Flow пост певицы Тоси Чайкиной, рассказавшей о своем опыте домашнего насилия. В посте она не называет имя обидчика, но речь идет о периоде, когда она состояла в отношениях с Ассаи. В числе прочего певица пишет: "с 12 на 13 августа 2016 года случился кошмар. Я была избита. настолько, что мое тело было все в синяках, мне было тяжело дышать и двигать конечностями, мое лицо опухло от синяков, порванная мочка уха, кровоподтеки на шее, боли и головокружение."
2 июля 2020 года Ассаи выпустил клип «Uovunphiophvoui», использовав псевдоним Cucumber. Песня полностью состоит из абстрактных слов, которые в июне 2019 года появились в твиттере политика Дмитрия Медведева. Представители бывшего президента России сообщили, что его аккаунт был взломан. В видео несколько десятков полуголых женщин и мужчин то обнимаются, то отталкивают друг друга. Сам Косов также появился в клипе.

## Дискография

### В составе группы «Переходный возраст»
- 2000 — «Хип-Хоповое созревание»

### В составе группы «UmBriaco»
- 2002 — «Не в фокусе»
- 2003 — «Дай мне повод»

### В составе группы «Krec»
- 2004 — «Нет волшебства»
- 2006 — «По реке»

### Сольные студийные альбомы
- 2005 — «Другие берега»
- 2008 — «Фаталист»
- 2010 — «Лифт» (EP)
- 2011 — «ОМ»
- 2011 — «Счастье» (Сингл)
- 2012 — «Девственность» (EP)
- 2013 — «Задеть за мёртвое»
- 2013 — «Все хиты: Jazz version»
- 2015 — Live («Reunion Тур»)
- 2016 — LIVE IN SOCIAL CLUB SPB 09.09.16
- 2017 — Алексей Косов. Теперь ты слышишь. Меркурий
- 2021 — Алиса, Изыди
- 2024 — Квазикумир

### Синглы
- 2014 — «Неземная любовь»
- 2016 — «Ищу тебя»
- 2016 — «Унижать и любить»
- 2016 — «2133»

### Компиляции
- 2004 — «Invox» (EP)

## Видеография
- 2008 — «Безразличие»
- 2008 — «Голос»
- 2009 — «Лифт»
- 2010 — «Силуэт»
- 2011 — «Счастье»
- 2011 — «Остаться»
- 2012 — «Художник»
- 2012 — «Столько жизни»
- 2012 — «Планета эксперимента»
- 2013 — «Неземная любовь»
- 2016 — «Унижать и любить»